# 欣斯代爾 (麻薩諸塞州)
欣斯代爾（英語：Hinsdale）是一個位於美國麻薩諸塞州伯克夏縣的鎮。

## 人口
根據2020年美國人口普查的數據，欣斯代爾的面積為56.20平方千米，當中陸地面積為53.70平方千米，而水域面積為2.50平方千米。當地共有人口1919人，而人口密度為每平方千米34人。